# Lijst van Sibynophiinae
Onderstaand een lijst van alle soorten slangen uit de familie toornslangachtigen en de onderfamilie Sibynophiinae. Er zijn elf verschillende soorten in twee geslachten. De lijst is gebaseerd op de Reptile Database.
- Soort Scaphiodontophis annulatus
- Soort Scaphiodontophis venustissimus
- Soort Sibynophis bistrigatus
- Soort Sibynophis bivittatus
- Soort Sibynophis chinensis
- Soort Sibynophis collaris
- Soort Sibynophis geminatus
- Soort Sibynophis melanocephalus
- Soort Sibynophis sagittarius
- Soort Sibynophis subpunctatus
- Soort Sibynophis triangularis